# Vojtěch Jasný (pedagog)
Vojtěch Jasný (10. dubna 1890 Kelč – 12. března 1942 Auschwitz) byl český učitel a oběť nacismu.

## Život
Vojtěch Jasný se narodil 10. dubna 1890 v Kelči na Vsetínsku v rodině zemědělce a dýmkaře Jana Jasného jako jeden z jeho osmi dětí, z nichž jen tři se dožily dospělosti. Mezi lety 1904 a 1908 vystudoval učitelský ústav v Příboře, poté do roku 1911 působil jako učitel v Kladerubech. V témže roce nastoupil prezenční vojenskou službu v Kroměříži a vojákem byl i v době vypuknutí první světové války. Byl odeslán na ruskou frontu v haličských Karpatech, kde byl v roce 1915 raněn. I na zásah svého strýce Jana Rady, který byl vyšším důstojníkem c. a k. armády, byl poté propuštěn domů. Jako učitel následně působil v Rožnově pod Radhoštěm a Valašském Meziříčí, od roku 1918 pak v měšťanské škole v rodné Kelči, kde vyučoval matematiku, fyziku a přírodopis a v letech 1926-1931 a 1934-1937 zastával funkci ředitele školy. Věnoval se včelařství, se svým otcem rozšířili rodinné včelařství, zaváděl inovace, publikoval odborné články v časopise Moravská včela, zřídil výzkumnou školku medonosných rostlin, získal několik oborových ocenění a v roce 1932 založil Včelařský spolek pro Kelč a okolí. V roce 1922 se oženil s učitelkou Jaroslavou Váňovou, manželům se v roce 1924 narodil syn Jaromír Jasný, budoucí profesor Filozofická fakulty Univerzity Karlovy, a v roce 1925 syn Vojtěch Jasný, budoucí filmový režisér. Byl členem Sokola a od roku 1935 i starostou Kelečské jednoty. V roce 1937 odešel díky následkům válečných zranění do předčasného důchodu. V roce 1941 se o něj jako o sokolského činovníka a vlastence začalo zajímat gestapo. Sám se 7. listopadu 1941 přihlásil na služebně německé policie a byl uvězněn v brněnských Kounicových kolejích. V únoru 1942 byl převezen do koncentračního tábora Auschwitz, kde 12. března téhož roku zahynul.